# 泗阳站
泗阳站位于中华人民共和国江苏省宿迁市泗阳县众兴镇，是徐盐铁路、宿淮铁路的一座车站，由中国铁路上海局集团新长车务段管理。车站于2011年4月开工，2014年1月8日竣工，2014年12月10日投用并办理客运业务，2015年1月6日开办货运业务。
为配合徐盐铁路施工，2017年开始车站开始改造工程，在原有的站台新增旅客天桥和出口通道各1座。2019年3月15日起车站停办客运业务，同年6月26日恢复。

## 车站结构

### 站房
泗阳站建筑面积6000平方米。售票处位于站房东侧，设有4个窗口。候车室位于站房中部，可容纳近1000名旅客。

### 站场
泗阳站普速场原设有4条到发线，后4道拆除改作高速场。2019年12月徐宿淮盐铁路通车后，泗阳站共有3个站台，8条股道，其中普速场和高速场各有两条正线和两条到发线。货场面积5.4万平米，内设2条货物线、高站台1座及仓库1座。